# Sary-Chelek
Sary-Chelek, kirgisiska Сарычелек, är en bergssjö som ligger i Sary-Cheleks naturreservat i provinsen Jalal-Abad, i västra Kirgizistan. Söder om sjön ligger byn Arkit, med drygt 1 000 invånare, vid södra änden av Tjatkalskij Chrebet, som är en utlöpare från Tianshan-bergen.

## Beskrivning
Sary-Chelek betyder “Gula hinken” på kirgisiska och sägs syfta på miljön om hösten, när marken är gul av lövfällning, med en vacker kontrast mot djupt blågröna vattnet.
Sjön befinner sig på en höjd av 1 873 m.ö.h. Den är 7,5 km lång, 1,5 km bred och dess area är 4,92 km2. Medeldjupet är 98 m och det störst uppmätta djupet är 234 m.
Sary-Chelek har en antal mindre tillflöden, där det största är Sary-Chelek-floden. På de branta strandkanterna växer tall, gran och en. Inom reservatet finns ett flertal mindre sjöar inom reservatet, i sydöstlig riktning.

## Naturskydd
Sjön ligger i Sary-Cheleks naturreservat, som är ett nästan 240 km2 stort bioreservat som inrättades 1959 och namngavs efter sjön. 1978 inrättades det som biosfärreservat i Unescos världsomspännande nätverk inom programmet Man and Biosphere (MAB). Inom reservatet finns mer än 1000 växtarter, 160 fågelarter och 34 däggdjursarter, inklusive björn, lodjur och snöleopard. Från Arkit sköts naturreservatet.

## Geomorfologi
Området geomorfologi är oklar eftersom uppgifter endast föreligger för de 150 senaste åren, men fördjupningen som bildar sjön har allt att döma skapats vid en tidigare jordbävning. Förkastningsdammen som utgör Sary-Chalek är en av de största i Tianshan-bergen. Under 1900-talet har området drabbats av två jordbävningar som uppmätts till 7,5 på Richterskalan. Den ena inträffade 1992, men den som påverkade berggrunden mest den 2 november 1946, jordbävningen i Tjatkalskij Chrebet. Den var enligt forskare snarlik med den typ av jordskalv som skulle ha kunnat skapa ett massiv jord- och bergskred, och ge upphov till Sary-Chelek liksom den uppdämda Karasu-floden. Prover som tagits utesluter dock att det ska ha hänt så nyligt som 1946.